# Archidiocèse de Bahía Blanca

Archidiocèse de Bahía Blanca
Suffragants

L'archidiocèse de Bahía Blanca (en latin : archidioecesis Sinus Albi ; en espagnol : arquidiócesis de Bahía Blanca) est un archidiocèse métropolitain de l'Église catholique en Argentine.

## Territoire
Il comprend dix-sept arrondissements de la province de Buenos Aires : Adolfo Alsina, Adolfo Gonzales Chaves, Bahia Blanca, Coronel Dorrego, Coronel Rosales, Coronel Pringles, Coronel Suárez, Daireaux, Guaminí, Monte Hermoso, Patagones, Puan, Saavedra, San Cayetano, Tornquist, Tres Arroyos et Villarino.
Il possède un territoire d'une superficie de 82 625 km2 divisé en 55 paroisses. Le siège archiépiscopal est dans la ville de Bahía Blanca où se trouve la cathédrale Notre-Dame-de-la-Merci (es).

## Historique
Le diocèse de Bahía Blanca est érigé le 20 avril 1934 par la constitution apostolique Nobilis Argentinae nationis du pape Pie XI en prenant sur le territoire du diocèse de La Plata, qui est en même temps élevé au rang d'archidiocèse métropolitain et dont Bahía Blanca devient suffragant.
Il cède une partie de son territoire le 11 février 1957 pour l'érection des diocèses de Mar del Plata et de Santa Rosa ; le même jour, il est élevé au rang d'archidiocèse métropolitain par la constitution apostolique Quandoquidem adoranda du pape Pie XII avec les diocèses de Santa Rosa, Viedma et Comodoro Rivadavia comme suffragants.

## Évêques et archevêques
évêques
- Leandro Bautista Astelarra (13 septembre 1934 - 24 août 1943)
  - Sede vacante (1943-1946)
- Germiniano Esorto (2 novembre 1946 - 11 février 1957)

archevêques
- Germiniano Esorto (11 février 195 - 31 mai 1972)
- Jorge Mayer (31 mai 1972 - 31 mai 1991)
- Rómulo García (31 mai 1991 - 15 juin 2002)
- Guillermo José Garlatti (11 mars 2003 - 12 juin 2017)
- Carlos Azpiroz Costa, O.P, depuis le 12 juillet 2017